# Миронов, Юрий Матвеевич
Ю́рий Матве́евич Миро́нов (род. 10 июля 1948, Сталиногорск) — советский футболист, защитник; советский и российский футбольный тренер. Мастер спорта СССР (1970).

## Биография
Воспитанник сталиногорского футбола.
Первая команда мастеров — «Химик» Новомосковск (1967—1969). Также выступал за «Торпедо» Москва (1970—1971, 1975—1979), «Торпедо» Кутаиси (1972), «Искру» Смоленск (1973—1974), ТОЗ Тула (1980), «Кузбасс» Кемерово (1981—1983). В 1986 году был начальником команды «Кузбасс», в 1987—1989 годах — главным тренером.
В 1990—1992 — тренер московского «Торпедо», в августе 1992 — июле 1994 — главный тренер, был уволен после поражения от московского «Локомотива» со счётом 0:8. Затем работал тренером в клубах Саудовской Аравии и Туниса, в сезоне-1998 (апреле — мае) был главным тренером ногинского «Автомобилиста», с июля 2000 по июль 2013 года — тренер-селекционер «Торпедо».

## Достижения

### Как игрок
- Чемпионат СССР

Чемпион: 1976 (осень).
Бронзовый призёр: 1977.

### Как тренер
- Обладатель Кубка России 1992/1993.